# Wayne Macdonnell
Wayne Barry Macdonnell (* 28. Juni 1940 in Vancouver) ist ein ehemaliger kanadischer Badmintonspieler.

## Karriere
Wayne Macdonnell gewann seinen ersten Titel bei den kanadischen Meisterschaften 1962 im Herreneinzel. Ein Jahr später siegte er sowohl im Doppel als auch im Einzel. Bis 1967 erkämpfte er sich sechs Einzeltitel in Folge. 1966 siegte er bei den US Open.

## Erfolge
| Saison | Veranstaltung                 | Disziplin    | Platz | Name                             |
| ------ | ----------------------------- | ------------ | ----- | -------------------------------- |
| 1962   | Kanada: Einzelmeisterschaften | Herreneinzel | 1     | W. Macdonnell, BC                |
| 1963   | Kanada: Einzelmeisterschaften | Herrendoppel | 1     | B. Fergus / W. Macdonnell, BC    |
| 1963   | Kanada: Einzelmeisterschaften | Herreneinzel | 1     | W. Macdonnell, BC                |
| 1964   | Kanada: Einzelmeisterschaften | Herreneinzel | 1     | W. Macdonnell, BC                |
| 1965   | Kanada: Einzelmeisterschaften | Herreneinzel | 1     | W. Macdonnell, BC                |
| 1966   | US Open/National              | Mixed        | 1     | Wayne MacDonnell / Tyna Barinaga |
| 1966   | Kanada: Einzelmeisterschaften | Herreneinzel | 1     | W. Macdonnell, BC                |
| 1967   | Kanada: Einzelmeisterschaften | Herreneinzel | 1     | W. Macdonnell, BC                |
| 1971   | Kanada: Einzelmeisterschaften | Herreneinzel | 2     | Wayne Macdonnell, BC             |
| 1997   | Kanada: Masters 55 plus       | Mixed        | 1     | W. Macdonnell / B. Cullen        |

## Referenzen
- badmintonquebec.com (Memento vom 25. April 2012 im Internet Archive)
- Bob Ferguson: Who’s who in Canadian sport, Scarborough, Prentice-Hall of Canada, 1977

| Personendaten    | Personendaten                       |
| ---------------- | ----------------------------------- |
| NAME             | Macdonnell, Wayne                   |
| ALTERNATIVNAMEN  | Macdonnell, Wayne Barry             |
| KURZBESCHREIBUNG | kanadischer Badmintonspieler        |
| GEBURTSDATUM     | 28. Juni 1940                       |
| GEBURTSORT       | Vancouver, British Columbia, Kanada |